# Lengua Sarda Común
La Lengua Sarda Común (LSC) (en sardo Limba Sarda Comuna) es una norma de escritura de la lengua sarda, pensada con el deseo de proveer una grafía que recoja las características distintivas del sardo presentes en todas las variedades habladas, y adoptada con carácter experimental en 2006 por la Región Autónoma de Cerdeña para la escritura de sus documentos oficiales en salida, en cooficialidad con el italiano. 

## Piessignos
La LSC, a pesar de partir desde una base logudoresa-nugoresa, toma varios elementos propios de los dialectos del centro, esto es, los dialectos que se encuentran entre  el logudorense y el campidanense, y por lo tanto se propone a nivel morfológico como una variedad mixta entre las variedades diferentes del sardo, habladas o literarias que existían antes, buscando tomar los elementos comunes. 
Por tanto es un estándar fundado con los estratos de una lengua "natural" y no "artificial", aunque minoritaria, conforma a otras variedades sardas, aproximándose a la propuesta de la Lengua de Mesania (LdM o LDM), hacía de su movimiento cultural "mesanista", de acuerdo con una variante única, que afirmaba la especificidad de la lengua sarda entre las lenguas romances que derivan del latín occidental (plural con s' acusativo) como el catalán, el español, el provenzal, el portugués etc. a diferencia del italiano que, como el rumano, derivan de la latinidad oriental (plural con el nominativo).
Es también una evolución de la Lengua Sarda Unificada (LSU), publicada en 2001, que fue muy criticada por su artificialidad y que no había tomado ningún elemento de la variedad campidanesa, siendo exclusivamente basada en el logudorese mesanu. 
Por lo que respecta al empleo del léxico, la norma de la LSC lo deja al libre albedrío, previendo la posibilidad de emplear todas las "palabras hereditarias, aunque de uso limitado en algunas variantes", así como la coexistencia de varios geosinónimos como lègiu/feu, pòddighe/didu, àghina/ua, chèrrere/bòlere, etc, usados como sinònimos, y volviendo a una forma gráfica ebbia las variantes fonéticas de palabras que tienen el mismo étimo (faeddare y no fueddai, foeddare, faveddare, faiddare, fueddari, etc), la mayoría de las veces poniendo el foco en la etimología para la elección del modelo (aunque esto no sucede siempre, como en la palabra "abba", escogida como forma gráfica correcta en vez de la meridional "àcua", o como en la palabra "lughe", escogida en vez de la forma nugoresa-baroniesa "luche"). Para los empleos científicos, cuando existen varios sinónimos, se aconseja escoger los términos que parecen más "neutros", que están más extendidos o que son derivados directos del latín, pero pudiendo también escoger otros sinónimos , sobre todo para usos literarios. 
En el texto de la resolución regional de 2006 que instituyó la LSC, en la que esta norma estándar es definida "abierta hacia integraciones", se ha evidenciado que "todas las soluciones son de igual valor lingüístico, pero és necesario por razones di claridad de quien escribe o traduce operar una elección. La Lengua Sarda Común, como norma escrita de referencia y de "representación” debería tender con el tempo precisamente a representar el sardo en su totalidad y no a rendir por escrito todas las variedades locales, que sería difícilmente viable para dar al sardo un uso oficial supralocal y supramunicipal".
Asimismo, en este mismo documento, se reconoce la posibilidad de usar las diversas formas fonéticas de un mismo lema "en la escritura de las variedades locales", reconociendo por tanto de manera implícita una coexistencia entre la norma estándar y otras grafías diferentes, para empleos locales.

## Adopción oficial de la Lengua Sarda Común
La Lengua Sarda Común se ha adoptado de manera experimental en la Región Autónoma de Cerdeña con la Carta de la Junta Regional n. 16/14 de 18 de abril de 2006 (Limba Sarda Comuna. Adozione delle norme di riferimento a carattere sperimentale per la lingua scritta in uscita dell'Amministrazione regionale) como lengua oficial para los actos y los documentos emanados de la Región Sarda (incluso si el artículo 8 de la ley italiana 482/99 dice que solamente tiene valor legal el texto escrito en lengua italiana), reconociendo a los ciudadanos la posibilidad de escribir a esta institución en su propia variedad e instituyendo el oficio de la Lengua Sarda regional.

## Empleo
La Región Sarda en años anteriores ha seguido la norma LSC en la traducción de varios documentos y cartas, de los nombres de sus entes, oficios y asesorados, además de su propio nombre "Regione Autònoma de Sardigna", que hoy se hablla en el sistema oficial junto con el nombre italiano. 
Además de aquel ente, el estándar experimental LSC también se ha empelado como opción voluntaria en otros entes, escuelas y medios de información, muchas veces de manera complementaria con las grafías que son más cercanas a la pronunciación local.
Por lo que concierne a estos usos, se han estimado porcentualmente, considerando solamente los proyectos financiados o cofinanciados por la Región para la difusión de la lengua sarda en los oficios lingüísticos comunales e subra-comunales, en la didáctica en las escuelas y en los medios desde 2007 a 2013.

Por lo que concierne a los proyectos escolares financiados en el año 2013, hay preferencia de las escuelas por el empleo de la ortografía LSC junto con una grafía local (51%), seguido de un empleo exclusivo de la LSC (11%) o de una grafía local (33%)
Por otro lado, en lo que concierne a los proyectos editoriales en sardo en los medios regionales, financiados en 2012 por la Región, encontramos una presencia más grande del empleo de la LSC. Según estos datos, resulta que la producción textual en los proyectos de los medios ha sido en un 35% en LSC, en un 35% en LSC y en una grafía local y en un 25% en una grafía solamente local.
Por último mencionamos los oficios lingüísticos locales cofinanciados por la Región, que en 2012 han empleado en la escritura en el 50% la LSC, en un 9% la LSC junto con una grafía local y en 41% solamente una grafía local.

## Propuestas de enmienda
Desde 2006 a 2014 se han publicado, especialmente por internet, unas cuantas propuestas de enmienda de la norma LSC, que desean aproximarla más a la pronunciación de las variedades meridionales de la lengua sarda, que podemos considerar de forma verosímil como habladas por la mayoría de los sardófonos. 
Entre estas propuestas mencionamos la del profesor Francisco Xavier Frias Conde, filólogo y romanista español en la Universidad Nacional de Educación a Distancia (UNED), que ha sido coordinador de la Revista de Filología Románica Ianua, editada por Romania minor. Es escritor de gallego y español y autor de varios ensayos en italiano y en sardo sobre los problemas de la lingüística sarda. 
Este ensayo suyo se titula Proposte di miglioramento dello standard sardo LSC
Otra propuesta es la del profesor Roberto Bolognesi, que propone una reforma que permita a todos los sardos leer el estándar según su pronunciación, contiene unas cuantas reglas simples de lectura.